# La telaraña tholiana (Star Trek: La serie original)
La telaraña tholiana es el noveno episodio de la tercera temporada de Star Trek: La serie original. Fue el episodio número 64 en ser transmitido y producido, fue exhibido por primera vez el 15 de noviembre de 1968 y repetido el 19 de agosto de 1969. Fue escrito por Judy Burns y Chet Richards y dirigido por Herb Wallerstein.
En la versión Bluray el título de este episodio en el audio en español es dado como La red tholiana.
Resumen: El capitán Kirk es atrapado entre dos dimensiones mientras la tripulación de la nave estelar USS Enterprise intenta liberarlo. Todo esto mientras los tholianos exigen que el Enterprise abandone su territorio.

## Trama
En la fecha estelar 5693.2, la nave estelar USS Enterprise  entra en una región de espacio no cartografiada buscando una nave de la misma clase, la USS Defiant, que desapareció tres semanas antes. Los motores warp del Enterprise comienzan a perder potencia lentamente sin ninguna causa aparente, y al mismo tiempo los sensores de la nave detectan fracturas dimensionales en las cercanías del espacio que rodea a la nave.
Encuentran visualmente al Defiant, a la deriva y brillando inquietantemente, a pesar de que los sensores informan que la nave no se encuentra realmente allí. El capitán Kirk organiza una partida de abordaje formada por él mismo, McCoy, Spock y Chekov, dado que las condiciones ambientales en el Defiant son desconocidas se ponen trajes de protección ambiental. Al abordar la nave descubren que toda la tripulación está muerta, aparentemente habiéndose matado entre sí. Lo que es peor, la nave parece estar disolviéndose ya que McCoy es capaz de atravesar con su mano un cadáver y una mesa.
La desmaterialización del Defiant causa que las frecuencias del teletransportador se bloqueen; solo tres están funcionando pero sin ser fiables. Kirk ordena que la partida de abordaje sea recuperada quedándose él atrás. Pero antes de que Kirk pueda ser teletransportado de regreso al Enterprise, el Defiant desaparece finalmente, llevándose al capitán Kirk.
Spock determina que, debido al bloqueo del teletransportador del Enterprise, Kirk quedó atrapado en una grieta interdimensional cuando el Defiant desapareció, y que ellos pueden recuperarlo durante el siguiente período de interfase espacial. Spock informa que Kirk solo dispone de poco más de tres horas de oxígeno proporcionado por su traje ambiental.
Mientras tanto, Chekov repentinamente se vuelve loco y ataca al personal del puente. McCoy evalúa que la interfase espacial causa efectos psicóticos en el cerebro humano, y que los mismos impulsos asesinos afectaron a la tripulación del Defiant finalmente también afectarán a la tripulación del Enterprise. McCoy sugiere muy fuertemente alejarse del Defiant pero Spock rehúsa, creyendo que cualquier movimiento de su actual posición perturbaría el espacio en esta región y acabaría con cualquier oportunidad de rescatar al capitán Kirk.
Una pequeña nave de configuración desconocida se aproxima al Enterprise. Un ser cristalino inicia un contacto y se identifica como el comandante Loskene de la Asamblea Tholiana, y le exige al Enterprise que se aleje de inmediato de su territorio. Spock se disculpa por la intrusión y le explica su situación a Loskene, solicitándole que les permita quedarse hasta rescatar a Kirk. Loskene accede a la solicitud y les da un plazo de exactamente 1 hora y 53 minutos hasta el próximo período de interfase espacial.
Poco después llega el momento en que el Defiant debería estar en fase nuevamente, y Spock intenta realizar una fijación del capitán; sin embargo la nave no se encuentra donde supuestamente debería estar. Spock cree que la llegada de la nave tholiana de alguna forma perturbó la posición del Defiant y que han perdido para siempre al capitán Kirk. Antes de que cualquier otra acción pueda tomarse, los tholianos abren fuego sobre el Enterprise y se niegan a responder los intentos de contactarlos. Spock responde el fuego y daña la nave tholiana. Scott informa que el daño al Enterprise agregado a la falta de potencia que ya sufren le impide mantener una posición estacionaria y deben derivar a través del rift propiamente tal. Mientras tanto, otra nave tholiana llega y comienza a formar una estructura de filamentos entre ella y la otra nave. Este filamento es tejido alrededor del Enterprise por ambas naves con la forma de una telaraña. Spock explica que es un campo de energía que, si es activado antes de que el Enterprise sea reparado, significará que no volverán a casa nuevamente.
McCoy y Spock llevan a cabo un funeral improvisado en las habitaciones del capitán, allí McCoy reproduce una grabación que Kirk hizo en caso de su muerte durante una misión. La sobria grabación les da a los oficiales sus órdenes finales y algunas palabras de consejo para las futuras misiones sin él; especialmente los exhorta a usar sus constantes argumentos y diferentes puntos de vista para apoyarse y ayudarse mutuamente.
Después de que el mensaje es escuchado, Spock ordena que el Enterprise abandone el área. Sin embargo, en medio de la ceremonia, la teniente Uhura se da cuenta de la presencia de una fantasmal imagen del capitán, aún en su traje ambiental y flotando en el interior de la nave, pidiendo auxilio. Spock piensa que Uhura está imaginando cosas y le sugiere que se visite al doctor McCoy, pero luego Scott también informa haber visto un instante la figura de Kirk en ingeniería y confirma que Uhura no está alucinando.
Spock se apresura en localizar al capitán, pero Kirk nuevamente se desvanece antes de que él pueda obtener una fijación de su posición. Si el capitán realmente está aún vivo, el sistema de soporte vital de su traje está peligrosamente cerca de dejar de funcionar y por eso luchan contra el tiempo para poder rescatarlo.
Pronto se reciben más informes acerca del fantasma de Kirk de todas partes de la nave, Spock trata de fijar un rayo tractor sobre él cuando este aparece nuevamente. Mientras tanto el doctor McCoy ha descubierto un antídoto para el efecto de desfase al usar una forma diluida de un agente nervioso klingon llamado Theragen.
Cuando la red tholiana está cerca de ser completada, la imagen de Kirk es vista una vez más y Spock logra fijar sobre ella un rayo tractor.
Justo antes de que los tholianos puedan completar la red, Spock se arriesga y activa los motores de la nave. El Enterprise cae brevemente en el interior de la grieta, y es arrojado a 2,72 parsecs de distancia. Justo en ese momento, es posible rescatar al capitán Kirk, apenas a tiempo, ya que su abastecimiento de oxígeno acaba de agotarse.
Kirk se recupera completamente y está interesado en saber qué sucedió a bordo de la nave mientras él estaba ausente. Kirk se sorprende al enterarse de que Spock y McCoy trabajaron bien juntos, y está un poco decepcionado de que sus consejos no fueron escuchados cuando McCoy dice que no tuvieron tiempo para abrir las últimas órdenes del capitán.

## Remasterización por el aniversario de los 40 años
Este episodio fue remasterizado en el año 2006 y transmitido el 31 de marzo de 2007 como parte de la remasterización por el aniversario de los 40 años de la serie original. Fue precedido tres semanas antes por la versión remasterizada de El lobo en el redil y seguido una semana más tarde por la versión remasterizada de El síndrome de inmunidad. Además del audio y video remasterizado, y todas las animaciones de la USS Enterprise realizadas por CGI que es el estándar de todas las revisiones, los cambios específicos para este episodio son:
- La USS Defiant fue reemplazada por un modelo digital y los efectos del desfase dimensional fueron limpiados.
- Las nave tholianas fueron rediseñadas y su red fue animada con pulsos de energía.

## Secuela
Un episodio de dos partes de Star Trek: Enterprise llamado En un espejo sombrío, continúa la historia y revela lo que le sucedió al Defiant después de desaparecer: se materializa en el universo espejo del pasado (antes de la época del Kirk paralelo) donde es tomado como trofeo por el imperio terrano. Para la secuela, el puente del Defiant fue recreado con todo el detalle posible; incluso las posiciones de los tripulantes muertos son idénticas.